# Ibrahim Kanaté
Ibrahim Kanaté (23 oktober 2006) is een Malinese voetballer die bij voorkeur als vleugelspeler speelt. Hij tekende in 2025 voor RSC Anderlecht. 

## Clubcarrière
Kanaté kreeg zijn jeugdopleiding bij ASEC Mimosas en Afrique Football Elite in Mali. Op 16 januari 2025 tekende de rechtsvoetige vleugelspeler een contract tot medio 2028 bij RSC Anderlecht en dient er in eerste instantie als versterking voor de RSCA Futures in de Challenger Pro League. De Brusselse club betaalde een transfersom van 1,8 miljoen euro, een bedrag dat via bonussen nog maximaal kan oplopen tot 750.000 euro. Er is ook een doorverkooppercentage van dertig procent bedongen. Op 18 januari maakte hij zijn debuut bij de Futures op en tegen La Louvière (2-2). Exact vier maanden later op 18 mei maakte Kanaté ook zijn debuut bij de hoofdmacht. In een Champions' Play-Off wedstrijd van de Belgische competitie tegen Club Brugge viel hij in voor Mario Stroeykens in de 81e minuut. Anderlecht verloor met 1-3.

## Interlandcarrière
Op 1 mei 2023 debuteerde Kanaté voor het Malinees voetbalelftal onder 17 in de interland tegen Burkina Faso (1–0) op de Africa U-17 Cup of Nations. In november 2023 op het Wereldkampioenschap onder 17 in Indonesië maakte de vleugelspeler een goede indruk door er tweemaal te scoren en drie assists te geven. Mali haalde de halve finale.